# Splendens ceptigera
«Splendens ceptigera» («Сияющая властительница») — песня из сборника XIV века «Llibre Vermell», записанная на странице 23r, с латинским текстом.
Это произведение — caça, средневековый канон, который может исполняться двуми или тремя голосами.
Об этом говорит надпись красными чернилами «Caça de duobus vel tribus».
Музыка записана в мензуральной нотации Ars nova.
Как и у канона «Laudemus Virginem», записанного на той же странице манускрипта, справа от текста «Splendens ceptigera» имеется приписка красными чернилами «vel sic» («или так»), и песня переписана с другим, покаянным, текстом «Tundentes pectora».

## Слова
| Splendens ceptigera  |
| Nostris sis advocata |
| Virgo puerpera.      |

| Tundentes pectora   |
| Crimina confitentes |
| Simus altissimo.    |

## Переводы
| Сияющая владычица            |
| Пусть будет нам заступницей, |
| Дева-роженица.               |

| Бия себя в грудь,   |
| Признаем нашу вину, |
| О Всевышний.        |

Блистательная владычица, будь нашей заступницей, Матерь Божия.

Бьём себя в грудь и каемся в грехах, о Господь (Laterna Magica).

## Музыка
- midi-файл на сайте Amaranth Publishing
- Ноты в формате PDF

## Записи
Исполнения «Laudemus Virginem» приведены на странице
http://www.medieval.org/emfaq/composers/vermell.html.